# 新田英之
新田 英之（あらた ひでゆき、1980年（昭和55年） - ）は、日本の工学者。学位は、博士（工学）（東京大学）。沖縄県那覇市出身。

## 来歴
小谷正雄の下で博士号を取得した父のハーバード大学（マーティン・カープラス研究室）在籍に伴い、米国ボストン郊外のベルモントで幼少期を過ごす。元ボクシングWBAジュニアフライ級世界王者具志堅用高は母方の叔従父にあたる。
2002年東京大学工学部を卒業。高電圧工学の研究室で卒業研究を終了後、大学院進学と同時に東京大学生産技術研究所でマイクロ工学、ナノ科学分野で研究を開始。その後フィリップ・シャープの勧めで一分子生物学の分野に移る。2005年からキュリー研究所 (パリ)物理化学部門（ジャン＝ルイ・ヴィオヴィ研究室）に在籍。次世代磁気ピンセットFRMTを発明し、タンパク質1分子がDNAをねじる動きを世界で初めて観察した。以後、
- Harvard–MIT Division of Health Sciences and Technology(en)　Postdoctoral Affiliate（2010年）
- 独立行政法人理化学研究所　特別研究員（2010年）
- 名古屋大学大学院理学研究科ERATO東山ライブホロニクスプロジェクト　ナノ工学グループ　グループリーダー・特任講師（2011年）
- ハーバード大学　Visiting Scholar (Visiting Associate Professor)（2014年）

等を歴任。
生物物理学、分析化学、機械工学、植物学/農学など、幅広い分野を横断する先駆的業績により、分野の異なる複数の学会から学会賞（奨励賞等）を受賞している。リンダウ・ノーベル賞受賞者会議アルムナス（alumnus）。
大学院修士課程在学時からトゥウェンテ大学をはじめ、高等師範学校 (フランス)パリ校、東京大学、北京大学、チューリッヒ工科大学、スタンフォード大学、ハーバード大学、マサチューセッツ工科大学など、世界各地の大学や研究機関で講演活動を行ってきた。平成17年度東京大学大学院工学系研究科第１位で唯一日本学生支援機構第一種奨学金全額返還免除を受けている。
パリでオリヴィエ・ギャルドンにピアノを師事し、ニース夏期国際音楽アカデミーでパスカル・ロジェ、フィリップ・アントルモン、ザルツブルク・モーツァルテウム大学夏期国際音楽アカデミーでガブリエル・タッキーノの指導を受け、それぞれディプロムを取得。「不屈の民」変奏曲で知られる米国の作曲家フレデリック・ジェフスキとの親交が深く、2006年にはナノソナタを献呈されている。

## 受賞歴（抜粋）
- 2005年度　日本機械学会 奨励賞（最年少受賞）[10]
- 2014年　ITbM Research Award
- 2014年　日本分析化学会 奨励賞
- 2014年　名古屋大学 石田賞
- 2015年　文部科学大臣表彰 若手科学者賞[11]
- 2024年　仲村巌チャレンジ基金 ロッキーチャレンジ賞

## その他学術活動
- 2004年　英国王立化学会(en)　論文レフリー
- 2005年　アメリカ化学会　論文レフリー
- 2010年　Frontiers in Bioscience(en)（米国） Managing Editor[12]
- 2014年～2016年　文部科学省科学技術政策研究所科学技術動向研究センター　専門調査員
- 2014年　一般社団法人電気学会論文委員会（Eグループ）　論文委員
- 2014年　一般社団法人電気学会 マイクロ・ナノ医療デバイス調査専門委員会　委員
- 2014年　一般社団法人日本機械学会　マイクロ・ナノ医療デバイスに関する研究会　委員
- 2014年　Frontiers in Bioengineering and Biotechnology（スイス）Guest Associate Editor[13]
- 2014年　The Journal of Engineering（英国）Associate Editor [14]
- 2016年　文部科学省科学技術・学術政策研究所科学技術予測センター　専門調査員
- 2021年　リンダウ・ノーベル賞受賞者会議（生医学賞分野）選考委員(Alumni peer reviewer)

## 参画プロジェクト（抜粋）
- 内閣府最先端研究開発支援（FIRST）プログラム「ナノバイオテクノロジーが先導する診断・治療イノベーション」（代表研究者：片岡一則）[15]
- 科学技術振興機構ERATO東山ライブホロニクスプロジェクト（代表研究者：東山哲也）
- 日本学術振興会科学研究費補助金　若手研究（A）「マイクロ・ナノ工学を駆使した植物生殖機能解明」（代表研究者：新田英之）

## 著書
- Micro Electro Mechanical Systems, Mems: Technology, Fabrication Processes and Applications,Nova Science Pub Inc.　Chapter 11, "Portable diagnostic technologies for resource poor environments", 2010. （分担執筆）
- 「科学技術要覧 令和元年版」文部科学省　Ⅲ各国の科学技術（分担執筆）
- 「研究開発テーマの事業性評価と資源配分の決め方」 第4節主要国の研究開発戦略と研究開発投資の動向（分担執筆）2019年8月